# Cuadros
Cuadros ist eine Gemeinde (Municipio) mit 2.090 Einwohnern (Stand: 2024) im nordwestlichen Zentral-Spanien in der Provinz León in der Autonomen Gemeinschaft Kastilien-León. Cuadros besteht neben dem gleichnamigen Hauptort aus den Ortschaften Cabanillas, Campo y Santibáñez, Cascantes, Lorenzana, La Seca und Valsemana sowie der Wüstung Villalbura.

## Geografie
Cuadros liegt etwa sechs Kilometer südwestlich von León am Fuß des Kantabrischen Gebirge und am Fluss Bernesga im Norden in einer Höhe von ca. 900 m. 

## Bevölkerungsentwicklung
| Jahr      | 1950 | 1970 | 1981 | 1991 | 2001 | 2011 | 2021 |
| --------- | ---- | ---- | ---- | ---- | ---- | ---- | ---- |
| Einwohner | 2713 | 2192 | 1828 | 1680 | 1696 | 2019 | 2057 |

## Sehenswürdigkeiten
- Peterskirche (Iglesia de San Pedro) in Cascantes de Alba
- Blasiuskapelle (Ermita de San Blas) in La Seca
- Jakobuskirche (Iglesia de Santiago Apóstol) in Lorenzana

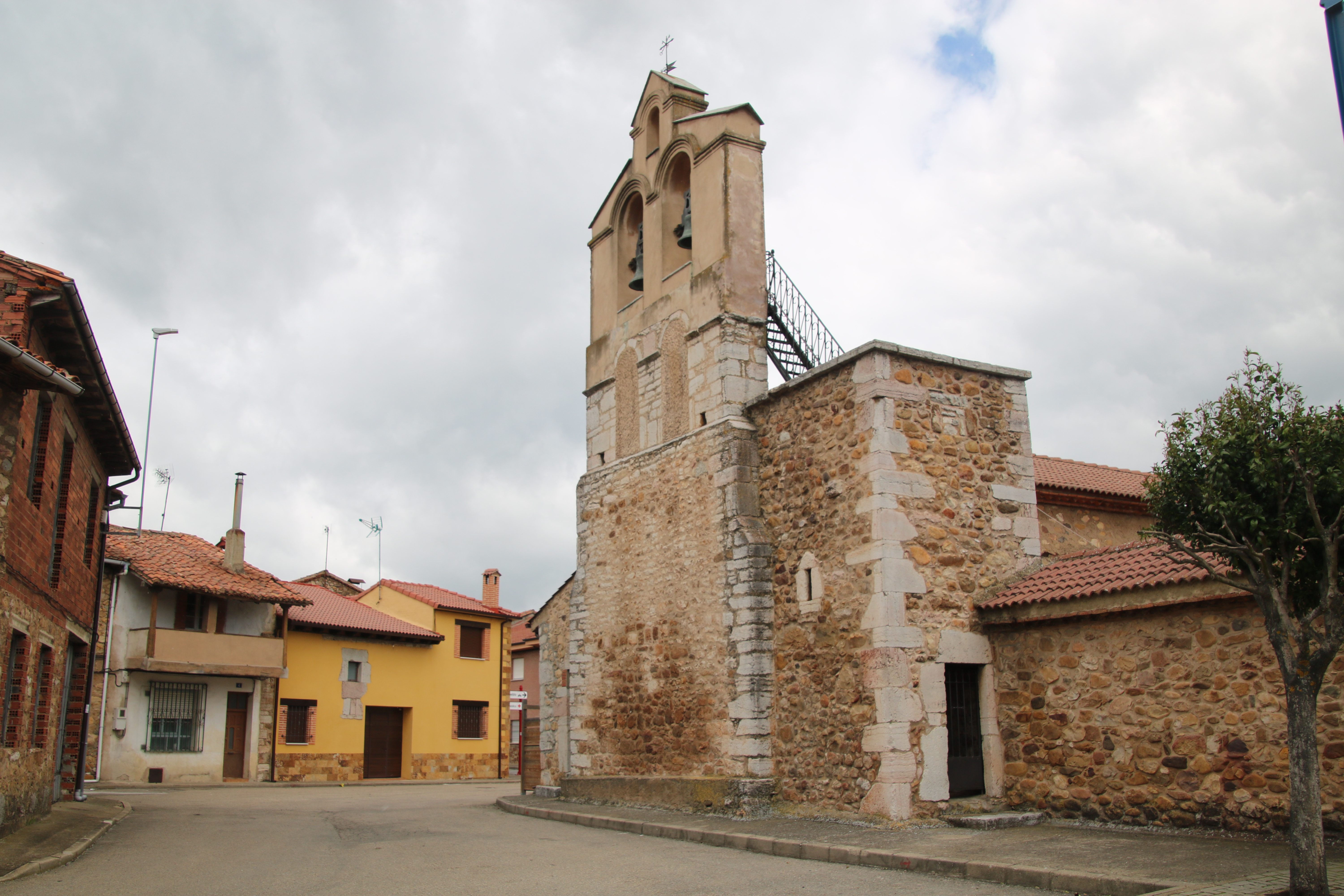
Peterskirche
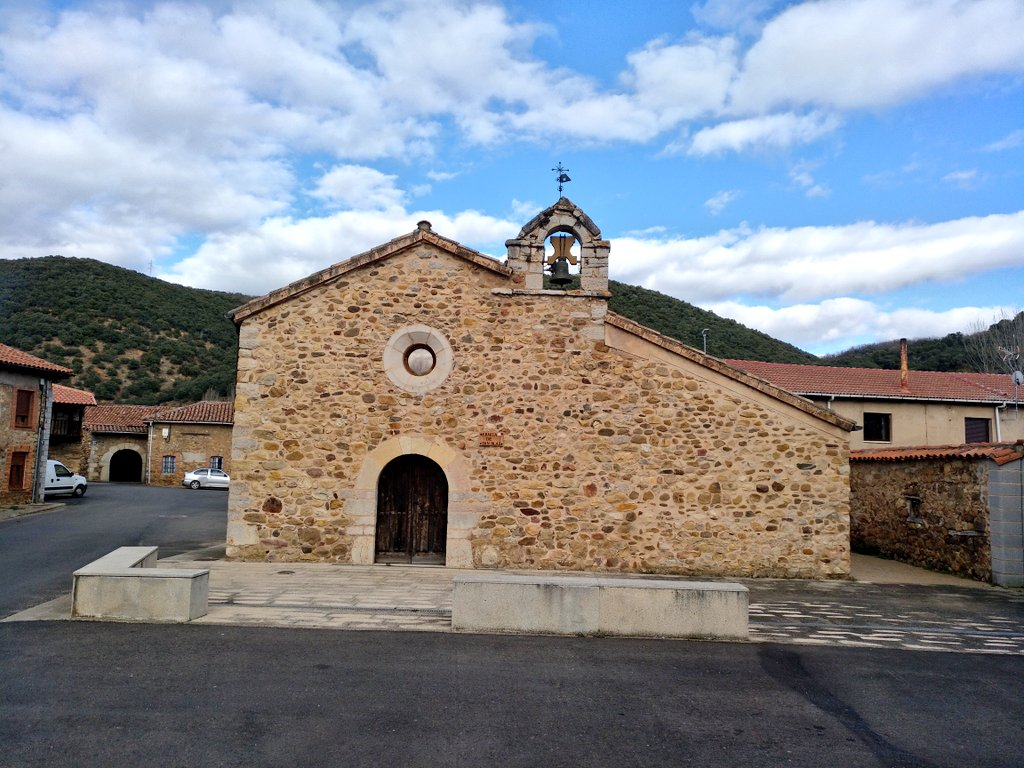
Blasiuskapelle
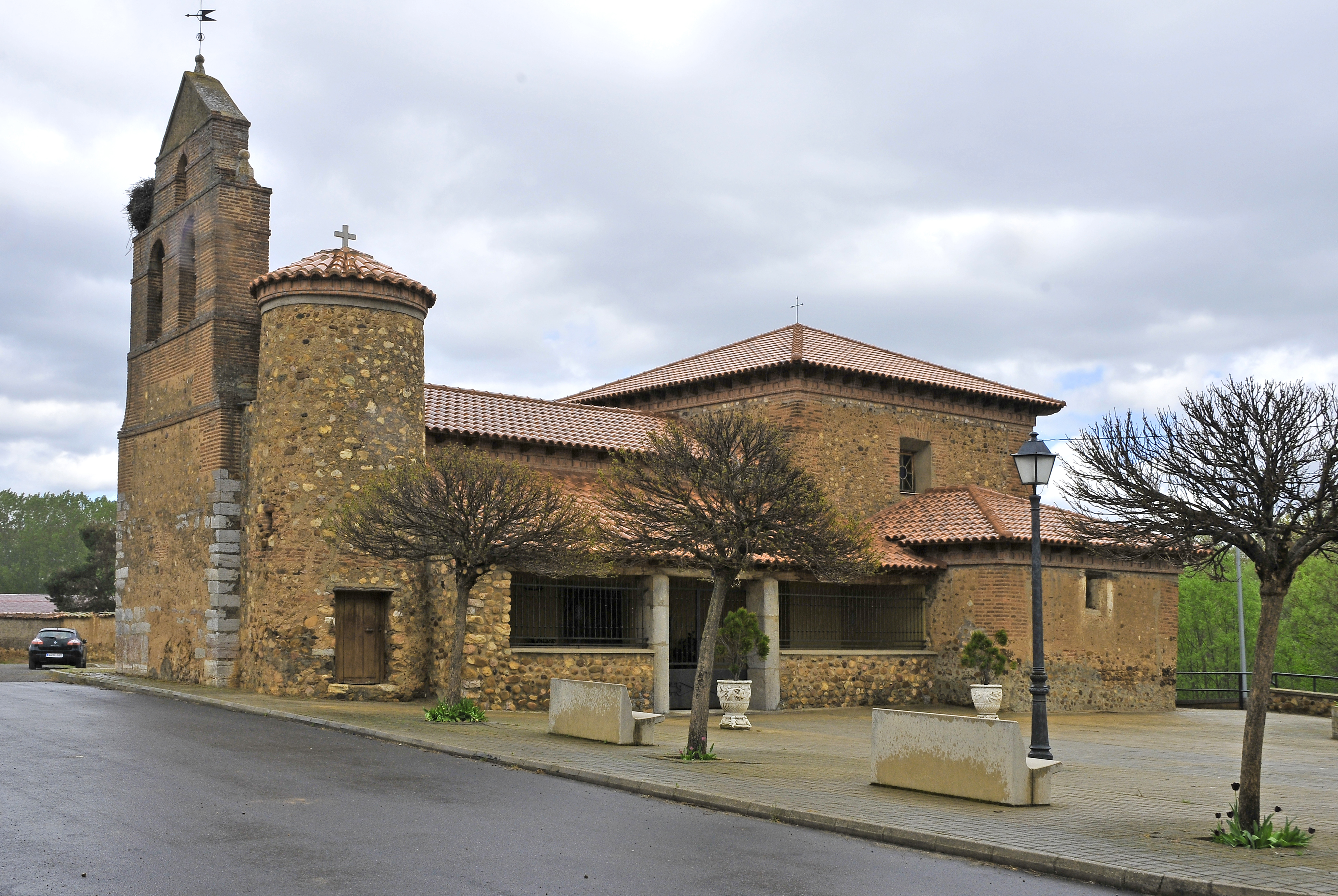
Jakobuskirche